# Ahmosé-Sipair
Pour les articles homonymes, voir Ahmès.
Ahmosé-Sipair est un prince de la fin de la XVIIe dynastie égyptienne. Il est probablement le fils du roi Seqenenrê Tâa et de la reine Iâhhotep Ire, et le frère d'Ahmôsis Ier, fondateur de la XVIIIe dynastie. Il meurt encore enfant, avant son père, mais sa statue conservée au Louvre, ainsi que de nombreuses stèles et représentations dans des tombes, attestent qu'il reçut un culte important dans la région thébaine durant tout le Nouvel Empire, dépassé seulement par celui rendu à Amenhotep Ier et sa mère Ahmès-Néfertary divinisés.
Une statue de ce prince Ahmosé est conservée au Louvre. Les inscriptions qui y figurent forment une demande de la part de son père le roi Tâa et de sa famille proche pour une aide dans l'au-delà. Ce type de coutume privée est rare dans la statuaire royale, voire unique de la part d'un roi envers son fils, et atteste du culte populaire rendu au prince, bientôt surnommé Sipaïr.

## Généalogie
La place du prince Ahmosé-Sipair dans la généalogie royale de la période charnière entre les XVIIe et XVIIIe dynasties fut longtemps incertaine, et reste encore aujourd'hui un sujet de débat. Son identification avec la statue du Louvre E 15 682, confirmée dans de récents travaux,, ainsi que la représentation de cette statue sur plusieurs stèles dédiées au culte de Sapair, l'identifient comme un fils de Seqenenrê Tâa, né de la grande épouse royale Iâhhotep Ire.
Autrefois considéré comme un fils d'Ahmôsis, cette opinion est toujours partagée par certains spécialistes, qui l'assimilent à un autre prince Ahmosé, dit Ahmosé-Ânkh, ayant vécu à la génération suivante,.
Au vu de l'importance exceptionnelle de ce prince, on a également proposé de voir en lui le père possible de Thoutmôsis Ier, mais cette assertion, qui suppose qu'il ait atteint l'âge adulte, n'est qu'une hypothèse peu étayée.

## Sépulture
La localisation initiale de sa tombe, à Dra Abou el-Naga, est perdue, mais elle était toujours connue durant l'inspection des tombes sous la XXe dynastie, mentionnée sur le papyrus Abbott. Comme beaucoup d'autres, son corps fut ultérieurement déplacé au début de la XXIe dynastie dans la cache de Deir el-Bahari pour le protéger des pilleurs de tombes.
Cette cachette, où étaient entreposées de nombreuses momies royales du Nouvel Empire, fut redécouverte officiellement en 1881. Mais c'est le 9 septembre 1905 que les savants Grafton Elliot Smith et A. R. Ferguson exhumèrent la momie d'un prince Sipair. Il ne restait que quelques os et fragments du corps. La dentition toujours présente permit d'établir que l'enfant avait cinq ou six ans, et il était en outre circoncis, caractéristique inhabituelle pour son âge. Le corps était dans un cercueil d'enfant en bois de sycomore datable de la XVIIIe dynastie, sans doute utilisé en réemploi, mesurant 1,22 mètre de long.

## Photos

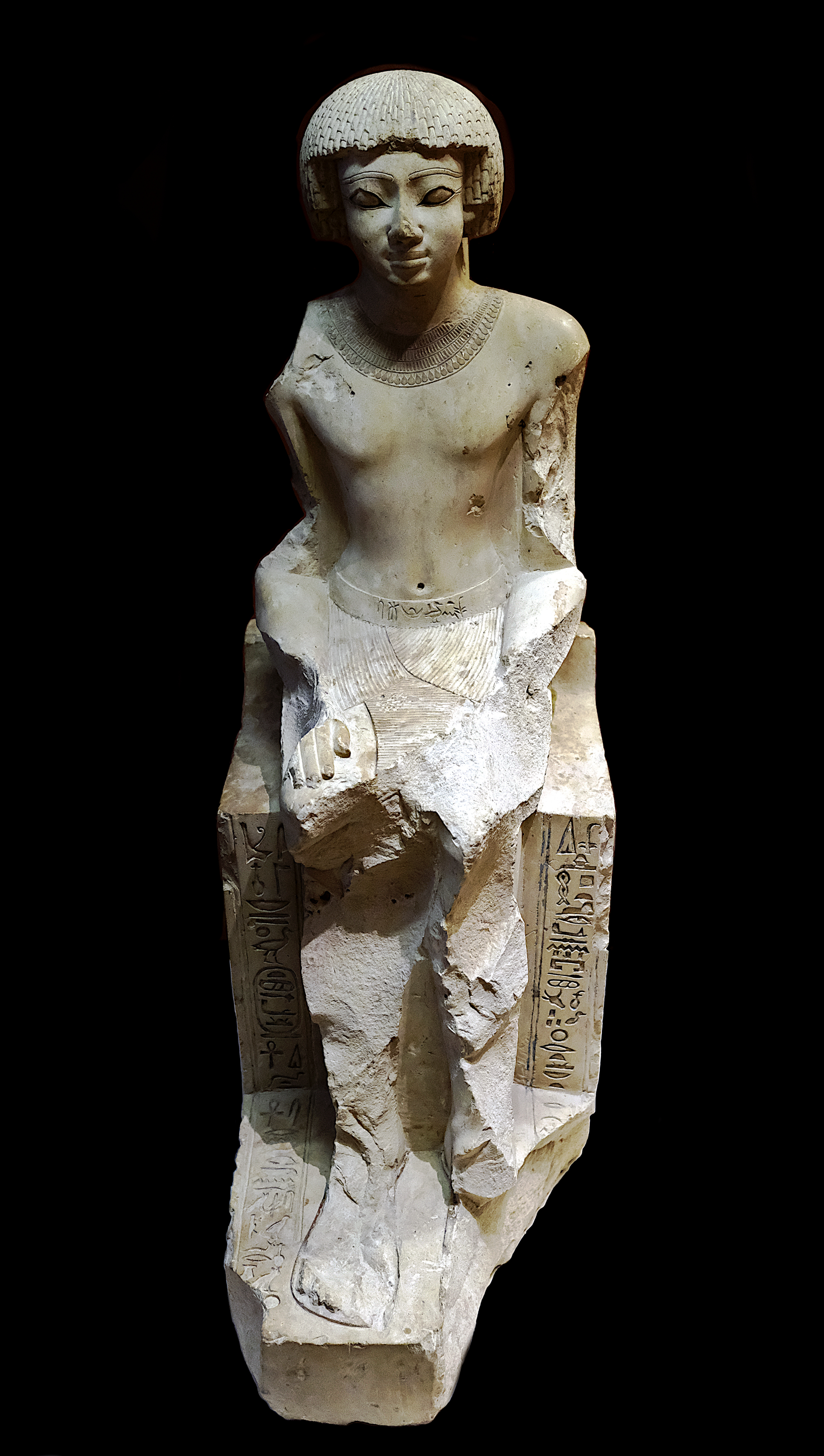
Statue d'Iahmès Sapaïr (vue générale de face).
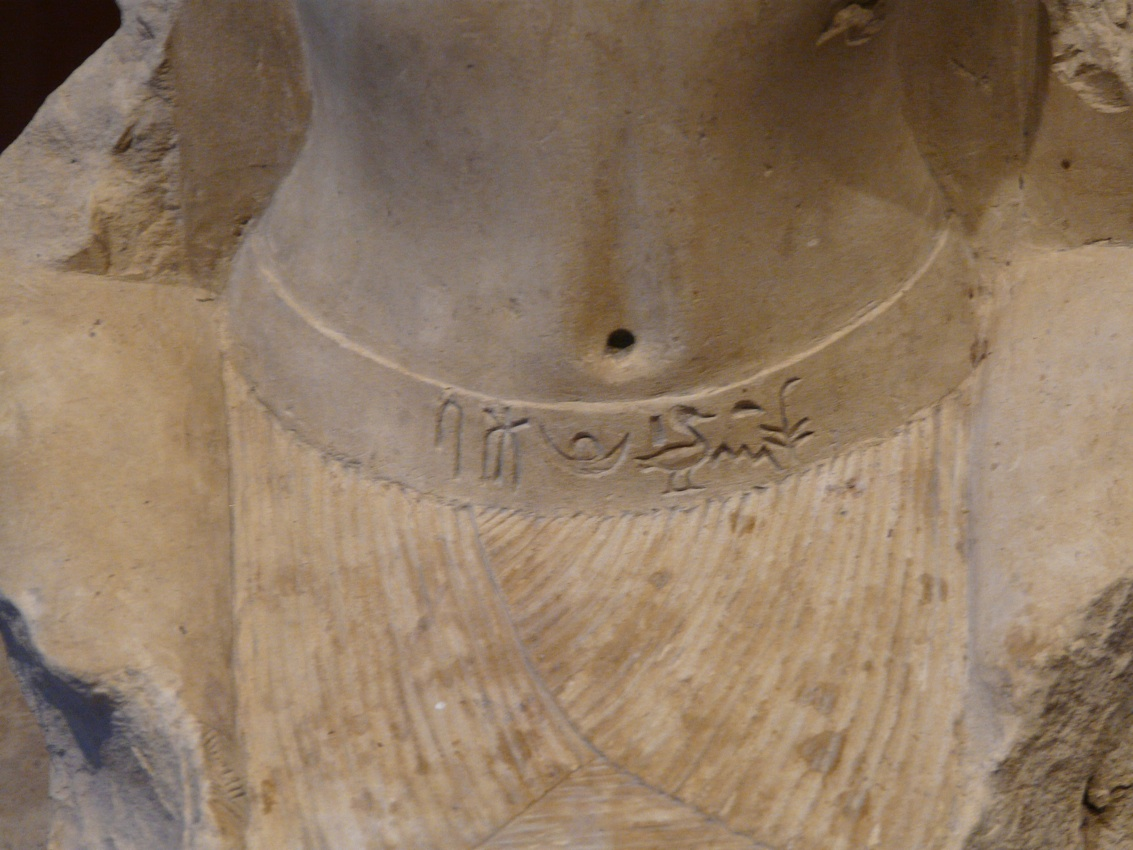
Statue d'Iahmès Sapaïr (détail du pagne).
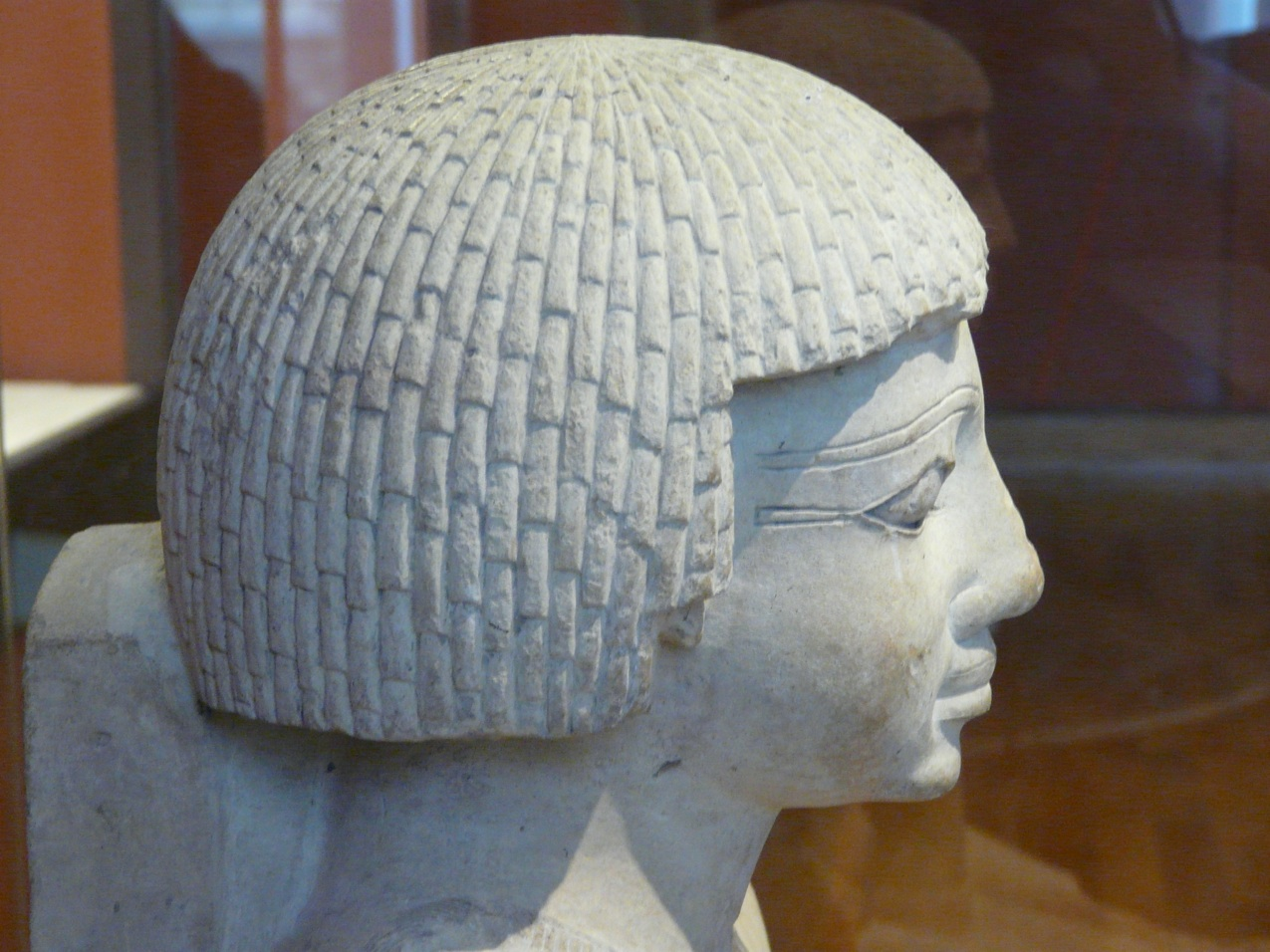
Statue d'Iahmès Sapaïr (visage de profil).
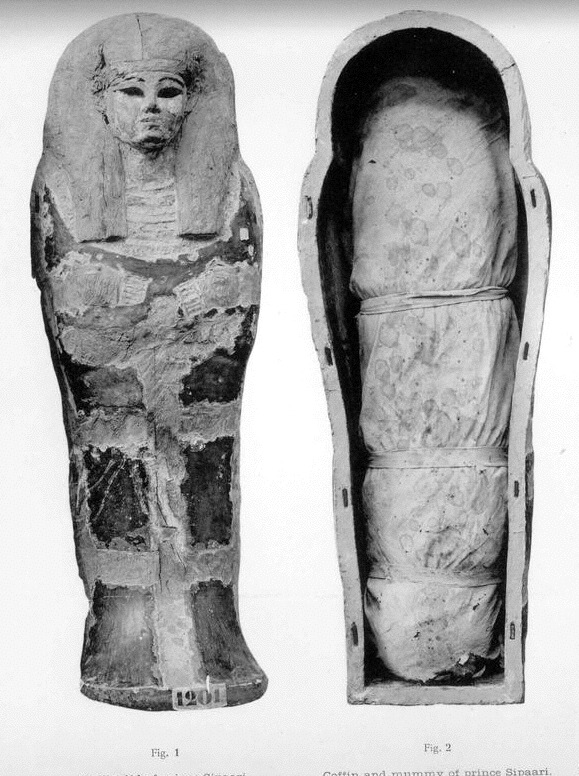
Cercueil et momie découverte du prince Sapaïr.
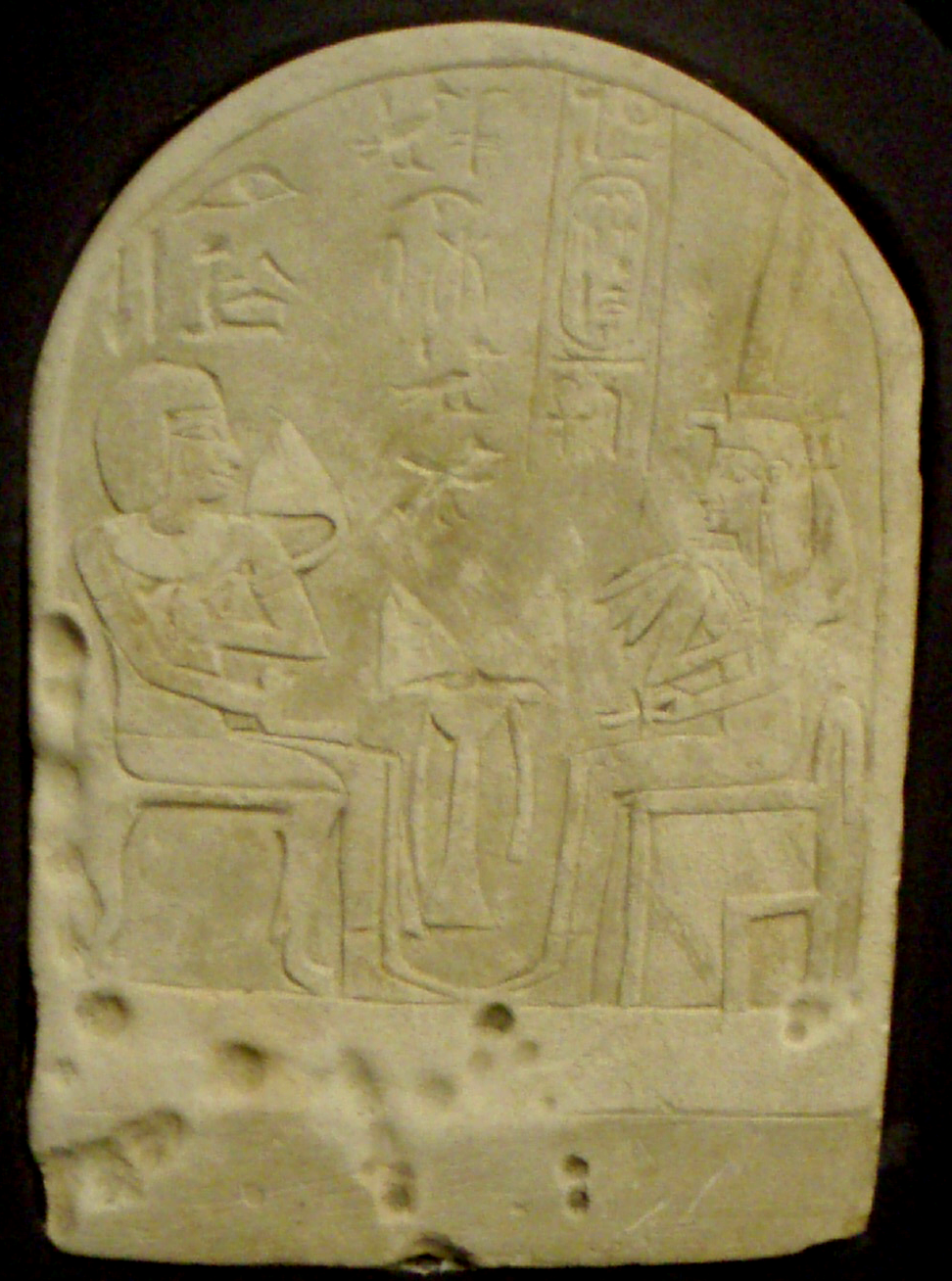
Ahmosé-Sipair et Ahmès-Néfertary, deux membres de la famille royale auxquels fut rendu un culte durable.
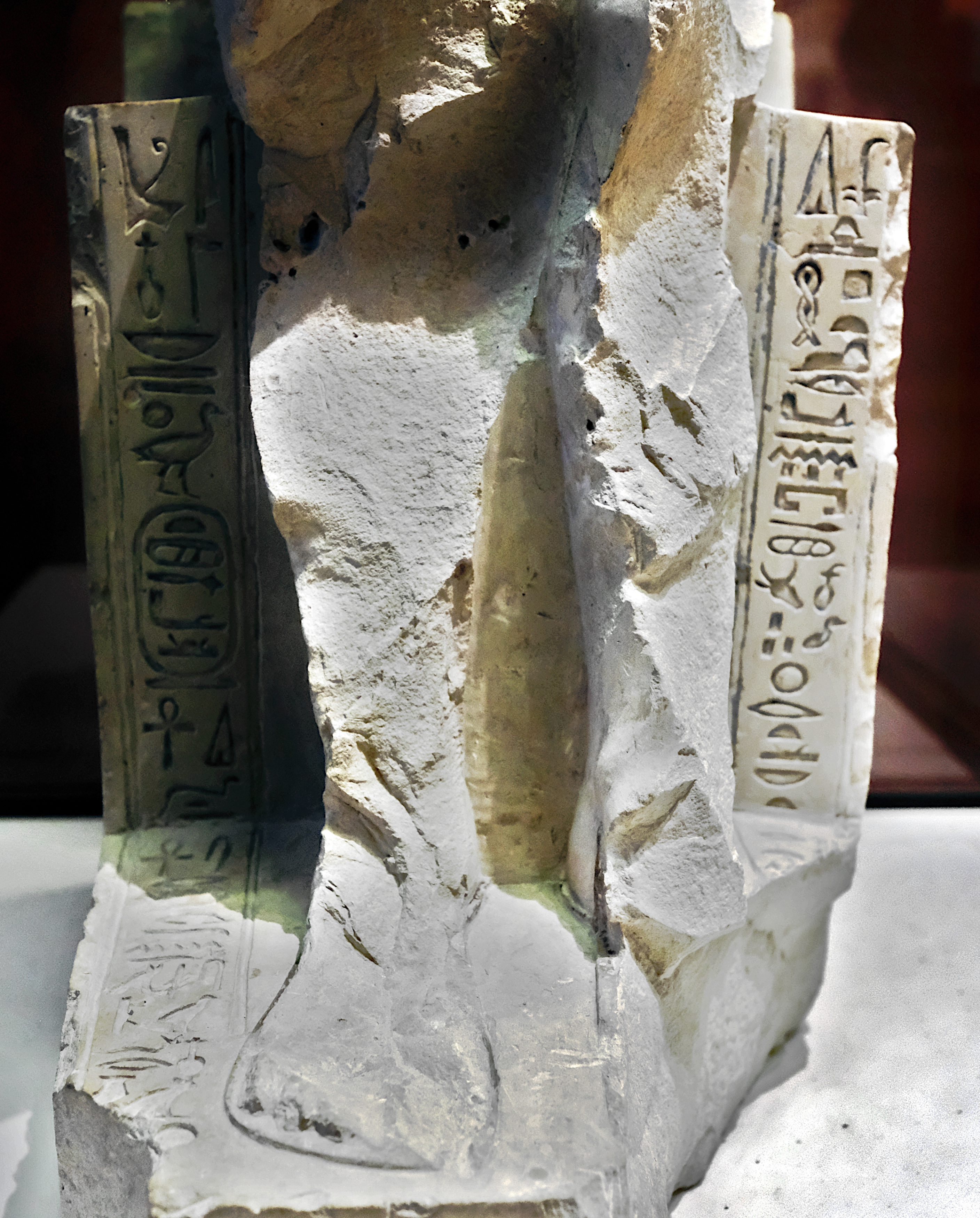
Inscriptions frontales.
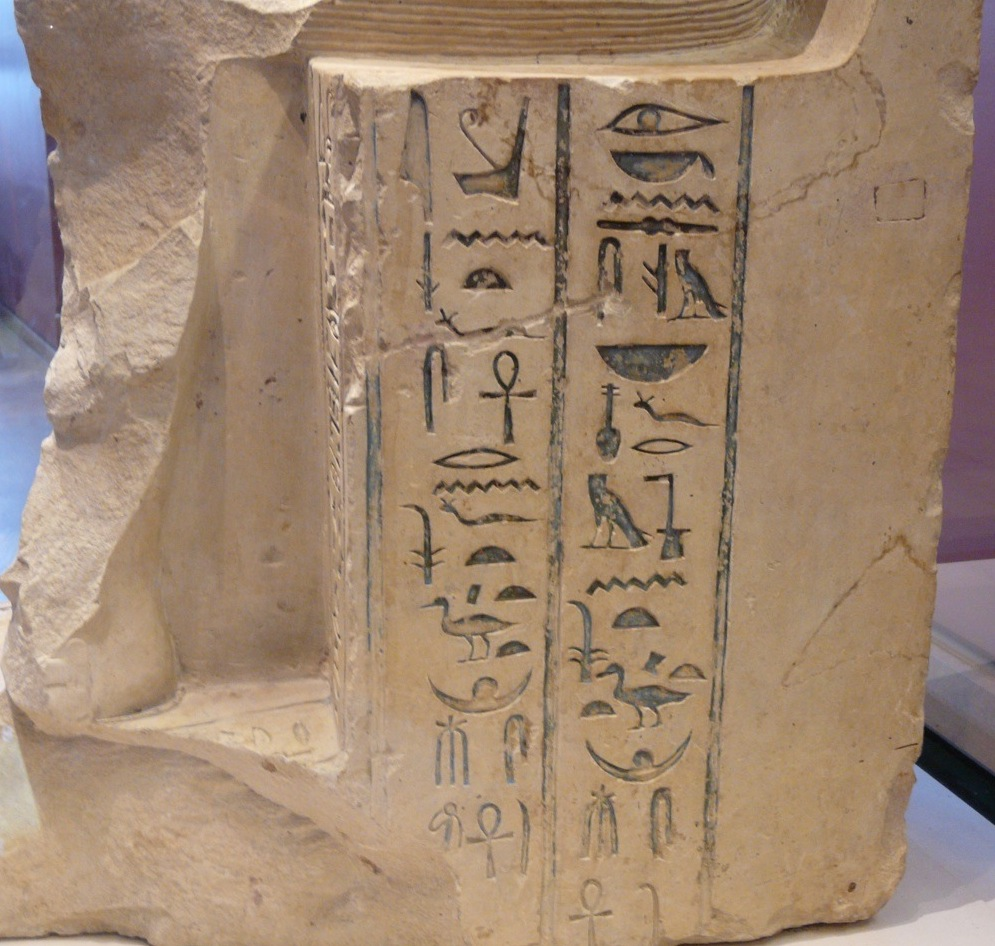
Inscriptions latérales.